# Lijst van dvd's van That '70s Show
Hieronder is een lijst van dvd's van That '70s Show door Fox Home Entertainment.
| Seizoen              | Afleveringen | Uitgekomen op    | Uitgekomen op     | Uitgekomen op                                                   | Extra's |
| Seizoen              | Afleveringen | Regio 1          | Regio 2           | Regio 4                                                         | Extra's |
| -------------------- | ------------ | ---------------- | ----------------- | --------------------------------------------------------------- | --- |
| 1                    | 25           | 26 oktober 2004  | 15 mei 2005       | 21 september 2005 (Delen 1 & 2) 24 mei 2006 (volledige seizoen) | "Hello Wisconsin!" Season One Featurette That '70s Tribute Show Promo-Palooza |
| 2                    | 26           | 19 april 2005    | 19 september 2005 | 21 september 2005 (Delen 1 & 2) 24 mei 2006 (volledige seizoen) | Audio Commentaar Promo's voor elke aflevering Behind the Scenes: Kelso's Serenade Featurette (CD3) Behind the Scenes: Jackie Moves On Featurette (CD4) Behind the Scenes: Holy Crap! Featurette (CD4) Behind the Scenes: Red Fired Up Featurette (CD4) Behind the Scenes: Cat Fight Club Featurette (CD4) Behind the Scenes: Moon Over Point Place Featurette (CD4) Checkpoint Music Video (CD4) That '70s Show Season 2 Overview (CD4) |
| 3                    | 25           | 15 november 2005 | 27 februari 2006  | 24 mei 2006                                                     | 18 Intro's Audio Commentaar Seizoen 3 Overview |
| 4                    | 27           | 9 mei 2006       | 2 augustus 2006   | 9 augustus 2006                                                 | Episode Promo's David Trainer Commentaar Promo's voor alle afleveringen A '70s Flashback: Laura Prepon & Mila Kunis |
| 5                    | 25           | 17 oktober 2006  | 2 april 2007      | 18 april 2007                                                   | Promo's voor alle afleveringen Seizoen 5 in 5 Minuten A '70s Flashback: Wilmer Valderrama A '70s Flasback: Danny Masterson |
| 6                    | 25           | 8 mei 2007       | 6 augustus 2007   | 15 augustus 2007                                                | A '70s Flashback: Debra Jo Rupp A '70s Flashback: Kurtwood Smith Seizoen zes in zes minuten Commentaar van David Trainer |
| 7                    | 25           | 16 oktober 2007  | 21 januari 2008   | 23 januari 2008                                                 | A '70s Flashback: Don Stark Commentaar van David Trainer Behind The Polyester: Writing That '70s Show Featurette That Seventh '70s Season Featurette Promo's voor alle afleveringen |
| 8                    | 22           | 1 april 2008     | 9 juni 2008       | 9 april 2008                                                    | A '70s Flashback: Tommy Chong & Josh Myers That '70s Set Tour met David Trainer Featurette:CH-CH-CHANGES! Topher Grace-"Eric" Ashton Kutcher-"Kelso" Laura Prepon-"Donna" Mila Kunis-"Jackie" Danny Masterson-"Hyde" Wilmer Valderrama-"Fez" Kurtwood Smith & Debra Jo Rupp-"Red & Kitty" Don Stark-"Bob" Promo's voor alle afleveringen                                                                                                |
| The Complete Giftset | 200          | 14 oktober 2008  | N/A               | N/A                                                             | Al het bonusmateriaal van alle vorige DVD's. Jaarboek met commentaar van David Trainer en de acteurs. Een script van de laatste aflevering, gesigneerd door de acteurs. |